# Bruno Schroder
Bruno Lionel Schroder (* 17. Januar 1933; † 20. Februar 2019) war ein britischer Bankier.

## Leben
Schroder, geboren 1933, entstammte der deutschen Bankiersfamilie Schröder, die ihre Wurzeln in der Hansestadt Hamburg hat. Der Bankier Bruno Schröder war sein Großvater. Schroder studierte Wirtschaftswissenschaften an der Harvard University.
Er saß im Vorstand des britischen Finanzunternehmen Schroders. Nach Angaben des US-amerikanischen Forbes Magazine gehörte Schroder zu den reichsten Briten. Schroder wohnte in London und im Dunlossit Castle in der Nähe von Port Askaig auf der schottischen Insel Islay. Er war geschieden und hatte aus erster Ehe Leonie Schroder als einziges Kind.